# Eike Schmidt
Eike Dieter Schmidt (né à Fribourg-en-Brisgau, le 22 avril 1968) est un historien de l'art allemand, naturalisé italien depuis novembre 2023.
Il occupe le poste de directeur des Galeries des Offices à Florence de 2015 à 2023, puis celui de directeur du musée de Capodimonte.

## Biographie
Eike Schmidt étudie l'art moderne et l'art médiéval à l'université de Heidelberg. Dans les années 1990, avec une bourse Erasmus, il vit et fait des recherches à l'Université de Bologne ; plus tard, jusqu'en 2001, il est boursier à Florence, au Kunsthistorisches Institut in Florenz (Institut allemand d'histoire de l'art à Florence). En 1997, il reçoit le prix Nicoletta Quinto Young Talent de la Fondation Galileo Galilei.
Il s'installe ensuite aux États-Unis, où il devient conservateur de la National Gallery of Art de Washington (district de Columbia) à partir de 2001 et, de 2006 à 2008, du J. Paul Getty Museum de Los Angeles. Il est ensuite directeur du département Sculpture et Arts décoratifs, responsable de l'Europe, à la maison de vente aux enchères Sotheby's à Londres.
En 2009, il obtient son doctorat à l'Université de Heidelberg, avec une thèse sur La collection Médicis de sculptures en ivoire aux XVIe et XVIIe siècles. De 2009 à 2015, il est directeur du département Sculptures, Arts Décoratifs et Textiles du Minneapolis Institute of Art, où il conçoit et organise de nombreuses expositions et créé le secteur Arts hébraïques.
En 2013, il est le commissaire de la grande exposition sur la sculpture baroque en ivoire au palais Pitti, à Florence, intitulée Diafane passioni.
De 2010 à 2015, il est nommé membre de la commission d'évaluation de The European Fine Art Fair (TEFAF), la foire internationale des antiquaires de Maastricht.
En 2015, il est nommé directeur des Galeries des Offices, premier directeur étranger dans l'histoire du musée florentin. Au cours des quatre premières années de sa nomination, il s'est distingué par la restructuration administrative et managériale du nouveau musée, né de la fusion du musée des Offices, de la Galerie Palatine, des Musées du Palais Pitti et du jardin de Boboli.
En 2017, il est nommé Professeur émérite de l'Université Humboldt de Berlin.
En 2019, il mène la campagne pour le retour en Italie et à l'institut qu'il dirige des œuvres volées par les troupes allemandes à la fin de la Seconde Guerre mondiale, s'attardant notamment sur l'affaire du Vase de fleurs du peintre hollandais Jan van Huysum, volé par des soldats allemands  à la Villa Bossi Pucci en 1944, restitué à l'Italie le 19 juillet 2019.
Il est renouvelé pour quatre ans au poste de directeur des Galeries des Offices à partir de novembre 2019.
Reconnu comme l'un des principaux experts et connaisseurs de la sculpture européenne de la Renaissance et du baroque, il a plus de 200 publications scientifiques à son actif.
En décembre 2023, il est nommé directeur du musée de Capodimonte après s'être fait naturaliser italien le mois précédent. 

## Controverse
Début 2020, il provoque une controverse au musée des Offices, qu'il continue de diriger, qui entraîne la démission des quatre membres du comité scientifique. La raison en est le prêt d'un tableau du pape Léon X à une exposition Raphaël à Rome, la plus grande exposition consacrée à cet artiste à ce jour, organisée conjointement par la Galerie des Offices et la Scuderie del Quirinale. Ce tableau est sur la liste bloquée, selon laquelle il n'est pas autorisé à quitter la collection. Cependant, cette liste de blocage ne s'applique qu'aux prêts à l'étranger ; de plus, il appartient au directeur du musée d'autoriser des exceptions, comme l'a précisé le ministère de la Culture (Italie).

## Ouvrages (sélection)
- Francis van Bossuit: the third dimension. Essay. Photogr. von Christian Mitko. München, E. D. Schmidt, 2014.
- avec Giovanni Casini; Pietro Cipriani; Rita Balleri; David Ekserdjian; Dan Dennehy; Kaywin Feldman: The Hours of Night and Day: a rediscovered cycle of bronze reliefs by Giovanni Casini and Pietro Cipriani. Minneapolis, Minneapolis Institute of Arts, 2014.
- Das Elfenbein der Medici: Bildhauerarbeiten für den Florentiner Hof von Giovanni Antonio Gualterio, dem Furienmeister, Leonhard Kern, Johann Balthasar Stockamer, Melchior Barthel, Lorenz Rues, Francis van Bossuit, Balthasar Griessmann und Balthasar Permoser. München, Hirmer, 2012.
- Fruits of desire: a seventeenth-century carved ivory cup. Los Angeles, J. Paul Getty Museum, 2009.
- avec Nicholas Penny (Hrsg.): Collecting sculpture in early modern Europe. New Haven, Yale University Press, 2008,  (ISBN 978-0-300-12160-5).
- avec Roberta Panzanelli, Kenneth Lapatin (Hrsg.): The Color of Life: Polychromy in Sculpture from Antiquity to the Present. Ausstellungskatalog. Los Angeles, Getty Research Institute, 2008.  (ISBN 0-89236-918-3).
- Die Überlieferung von Michelangelos verlorenem Samson-Modell. Mitteilungen des Kunsthistorischen Institutes in Florenz, Bd. 40, H. 1/2, 1996, S. 78–147.